# Жерков, Александр Васильевич
Александр Васильевич Жерков (1800—1871) — генерал от инфантерии; член Генерал-аудиториата Военного министерства и Комитета о раненых.

## Биография
Происходил из дворян Санкт-Петербургской губернии, сын полковника.
Воспитывался в Первом кадетском корпусе, из которого выпущен 11 апреля 1816 года прапорщиком в гренадерский наследного принца Прусский полк. В январе 1821 году переведён в лейб-гвардии Семёновский полк.
Во время русско-турецкой войны 1828—1829 годов находился в походе в Европейскую Турцию; перешёл через Дунай и участвовал в осаде крепости Варны. В 1829 году получил чин полковника.
В 1831 году участвовал в подавлении польского мятежа, находился в сражениях при Жолтках и при взятии передовых укреплений и городового вала города Варшавы.
6 декабря 1837 года произведён в генерал-майоры, с назначением состоять при начальнике 1-й гвардейской пехотной дивизии. С марта по октябрь 1838 года командовал 2-й бригадой 3-й пехотной дивизии, с 1838 по 1843 годы — Образцовым пехотным и с 1843 по 1848 годы — лейб-гвардии Преображенским полками.
11 декабря 1840 года за беспорочную выслугу 25 лет в офицерских чинах был награждён орденом Св. Георгия 4-й степени (№ 6187 по кавалерскому списку Григоровича — Степанова).
2 июня 1843 года назначен командиром 1-й гвардейской пехотной бригады, с оставлением в звании командира лейб-гвардии Преображенского полка.
В 1848 году получил чин генерал-лейтенанта, с отчислением от должности полкового командира и предоставлением права носить мундир лейб-гвардии Преображенского полка.
С 1849 по 1856 годы командовал 2-й гренадерской дивизией, а по сдаче этой должности был назначен членом Генерал-аудиториата Военного министерства. 11 апреля 1866 года произведён в генералы от инфантерии.
После упразднения в 1867 году Генерал-аудиториата назначен членом Комитета о раненых и состоял в этой должности до конца жизни.
Александр Васильевич Жерков умер 27 октября 1871 года в городе Санкт-Петербурге и был похоронен на кладбище Новодевичьего монастыря.

## Награды
- Знак отличия за военное достоинство 3-й степени (1831)[3]
- Орден Святого Георгия 4-й степени (11 декабря 1840) за 25 лет беспорочной службы в офицерских чинах
- Орден Святого Станислава 1-й степени (1842)[3]
- Орден Святой Анны 1-й степени (1844); императорская корона к ордену (1846)[3]
- Знак отличия за XXX лет беспорочной службы (1847)[4]
- Орден Святого Владимира 2-й степени (1849)[3]
- Орден Белого орла (1853)[3]
- Знак отличия за XL лет беспорочной службы (1857)[3]
- Орден Святого Александра Невского (1865)[3]
- Орден Красного орла 2-й степени  (1842, королевство Пруссия)[3]